# Droits de l'homme au Turkménistan
La situation des droits de l'homme au Turkménistan préoccupe beaucoup de gens. Le pays ne connaît pas le pluralisme politique.

## Histoire
Amnesty International a dressé un tableau très noir de la situation au Turkménistan en 2003, et s'est notamment montrée pessimiste sur une éventuelle évolution positive à cause de :
- l'assentiment tacite des États-Unis et de la Russie au pouvoir turkmène, grâce à la non-ingérence du pays chez ses voisins et son absence de prétentions militaires et territoriales ;
- la présence de réserves de gaz naturel attirant des investissements étrangers très profitables ;
- un relatif désintérêt des médias occidentaux, de par la situation géographique du pays et sa faible démographie ;
- une opposition politique traquée et muselée ;
- l'absence de presse intérieure indépendante.

La situation des droits de l'homme au Turkménistan est toujours critique en 2006. Le régime dictatorial, un des plus autocratiques au monde, restreint un grand nombre de libertés. Selon Human Rights Watch, on peut citer parmi les atteintes aux libertés :
- assimilation forcée des minorités ethniques ;
- discriminations, restriction de la liberté de mouvement, interdiction des langues minoritaires ;
- limitations délibérées de l'accès à la culture et à l'art (fermeture des bibliothèques en province) ;
- interdiction des partis politiques (à l'exception du parti officiel) ;
- justice expéditive (non-respect des droits de la défense) pour les opposants politiques ;
- non-respect des droits des détenus, morts suspectes en prison ;
- pas de liberté d'expression, notamment de liberté de la presse, pour ce qui touche à la politique du président ;
- pas d'accès à la presse internationale, peu à Internet (moins d'un internaute pour cent habitants en novembre 2006[3]) ;
- non-respect des droits des enfants, programmes scolaires fortement marqués par la propagande officielle au détriment des disciplines classiques (mathématiques, histoire du pays, géographie, littérature…) ;
- liberté de religion restreinte ;
- quadrillage massif du pays et de la capitale par les forces de l'ordre, subissant une forte corruption et procédant à du racket sur les populations.

En 2017, le Turkménistan occupe la 154e place sur une échelle de corruption de 176 pays testés par Transparency International. Pour l'ONG Human Rights Watch, « le Turkménistan reste l'un des pays les plus répressifs au monde, qui affiche un bilan désastreux sur les droits de l'homme ».